# Thiézac
Thiézac es una población y comuna francesa, situada en la región de Auvernia, departamento de Cantal, en el distrito de Aurillac y cantón de Vic-sur-Cère.

## Demografía
| 1073 | 1010 | 789 | 742 | 693 | 614 |
| Para los censos de 1962 a 1999 la población legal corresponde a la población sin duplicidades (Fuente: INSEE [Consultar]) |      |     |     |     |     |